# Macrothele drolshageni
Espèce
Macrothele drolshageni est une espèce d'araignées mygalomorphes de la famille des Macrothelidae.

## Distribution
Cette espèce est endémique de la province d'Antalya en Turquie,. Elle se rencontre dans les monts Taurus.

## Description
La femelle holotype mesure 14,50 mm.

## Étymologie
Cette espèce est nommée en l'honneur de Bastian Drolshagen.

## Publication originale
- Özkütük, Elverici, Yağmur & Kunt, 2019 : A new mygalomorph spider species from Turkey (Araneae: Mygalomorphae: Macrothelidae). Serket, vol. 16, no 4, p. 179-183.